# والتر تايلور
والتر تايلور (بالإنجليزية: Walter Taylor)‏ هو عالم آثار أمريكي، ولد في 1913 في شيكاغو في الولايات المتحدة، وتوفي في 14 أبريل 1997 في روكأوي بيتش في الولايات المتحدة.